# ベネディクト16世の辞任

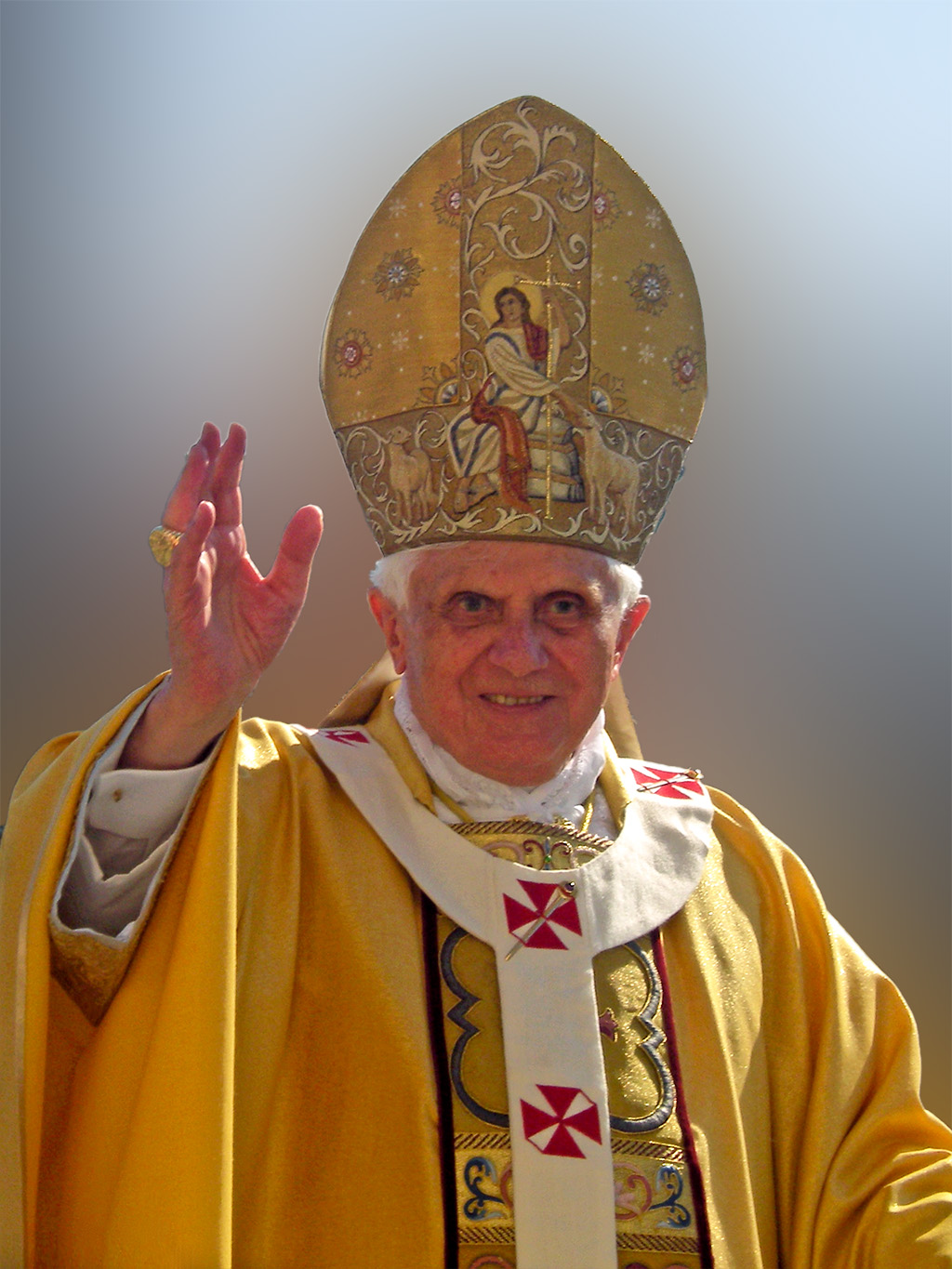
ベネディクト16世

ベネディクト16世の辞任（ベネディクト16せいのじにん）は、2013年2月11日に発表された第265代ローマ教皇のベネディクト16世が教皇職を辞任した出来事である。

## 概説
カトリック教会の指導者としての教皇の辞任は1415年に第205代グレゴリウス12世が教皇職を放棄して以来で598年ぶりのことであり（グレゴリウス12世は教会大分裂を終了させるために退位した）、外部の圧力を受けない自由意志での辞任は1294年の第192代ケレスティヌス5世以来で719年ぶりである。近代の教皇は終身制であって死ぬまでその地位にあると考えられて来たので、この動きは予想だにされなかった。ベネディクト16世は辞任の理由として高齢であるため健康が衰えている事を挙げた。
2013年のコンクラーベにて後継者が選出され、3月13日にブエノスアイレス大司教のホルヘ・マリオ・ベルゴリオ枢機卿が第266代ローマ教皇に選出され、「フランシスコ」の教皇名で就任（即位式は3月19日）。ベネディクト16世は名誉教皇の称号で呼ばれることとなった。
なお、「辞任」ではなく「退位」という表現が使われることもままあるが、カトリック中央協議会の公式webページや現行のカトリックの教会法典の邦訳などカトリック教会の出す文書では一貫して「辞任」の語があてられている。教皇は辞任（英: Resignation）するものか退位（英: Abdication）するものかという議論は英語圏でもあるようで、以下のwebページで辞任（英: Resignation）が適切である理由が説明されている。

## 辞意表明の演説
ベネディクト16世は高齢である事を理由に辞任を決意し、2013年2月11日午前11時、バチカンにあるローマ教皇庁にて福者3人の列聖を話しあうため招集した枢機卿会議にて、ラテン語で2013年2月28日20時をもって教皇職を辞任すると宣言した。
この日はバチカンの祝日の世界病者の日であった。聴衆はオトラントの殉教者、ラウラ・モントヤ・ウペギ、マリア・グアドルーペ・ガルシア・サバラという3人のカトリックの聖人の列聖が発表されると予想していた。
"オトラントの殉教者を列福するための枢機卿会議"として知られるこの儀式の中で、ベネディクト16世は「教会の生命にとって重要な決定」というこれらの贈り物を語った。
辞任表明の中でベネディクト16世は高齢のために健康状態が悪化したので教皇として務めるだけの体力や精神力が残っていないと述べた。彼は同時に「全人生を通じて祈る」事で教会に奉仕し続ける方針を表明した。バチカンのスポークスパーソン、フェデリコ・ロンバルディによると、ベネディクト16世は辞任後にバチカン市国を離れ、夏の休暇の際に滞在するカステル・ガンドルフォに移住する予定になっているという。その後、バチカン市内のマーテル・エクレジエ修道院に滞在するという。
新しい教皇は2013年3月15日から20日までの間に行われる2013年のコンクラーヴェによって選出されるとされたが、生前辞任であったこともあり、前倒しされ、同年3月12日および13日に行われ、フランシスコが選出され、就任した。

## 辞任後の生活
バチカンのスポークスパーソン、フェデリコ・ロンバルディによると、ベネディクト16世は枢機卿の肩書きを持たず、教皇庁での役職も持たないという。教皇は厳格にローマ司教とされているので、辞任後はローマの名誉退職司教として扱われるのことである。辞任後は名誉退職教皇と呼ばれ、聖下という敬称はそのまま使われ続けた。なお、ベネディクト16世は辞任する時点で85歳となっていた。
ベネディクト16世は辞任直後にカステル・ガンドルフォの使徒宮殿に移住し、バチカン市内のマーテル・エクレジエ修道院の建て替えが終了した後はそこを終の棲家とした。この修道院は以前は修道僧や修道女によって数年間の滞在のために使用されていた。その後、ベネディクト16世は2022年12月31日に95歳で帰天した。

## 反応
- カナダ – スティーヴン・ハーパー首相はベネディクト16世が「常にカナダ人の心の中で特別な場所にいるだろう」、そして「妻ローレン・ハーパー（英語版）と私は教皇ベネディクト16世が将来に渡って健康でいることを願う全てのカナダ人に合流する」という談話を発表した[18]。

- フランス – フランソワ・オランド大統領はベネディクト16世が「尊敬」という恩恵を受けて辞任すると述べたが、ローマ・カトリック教会内部の事柄であるとして個別の事柄に関する言及を避けた[19]。

- ドイツ – アンゲラ・メルケル首相は異なる宗教間の対話におけるベネディクト16世の役割に言及し、「我々の年代の中で最も重要な宗教指導者の一人」として彼を賞賛し、メルケル首相に対する彼の影響について「教皇の言葉は長きに渡って私と共にあります」と語った[20]。ドイツ政府のメディア対策アドバイザー、シュテッフェン・ザイバート（英語版）は、「ドイツ政府は、教皇の業績とカトリック教会への命懸けの献身に最大限の尊敬を持っております」[...]「彼はカトリック教会の長の思想家として、そして羊飼いとして大きな実績を残しました」と述べた上で「感動した」と語った[21]。

- アイルランド – マイケル・D・ヒギンズ大統領も同様にカトリック教会に対する個人的な見解を述べた上で、彼の最良の望みを辞任する教皇に表明した。エンダ・ケニー首相はアイルランドや全世界に向けて教皇ベネディクト16世の「強い指導力」と「教会への偉大な貢献」を賞賛した[22]。

- イスラエル – アシュケナジムのラビ長ヨナ・メッツガー（英語版）のスポークスマンは、「彼が教皇だった間カトリック教会とユダヤ教のラビとは最良の関係でした。我々は今後のこの傾向が続く事を願います。ユダヤ教、キリスト教、イスラム教の間で世界中の諸宗教間の関係を発展させたという点で、私は彼が沢山の名声を得るに値すると思います」と言った。スポークスマンは同様にベネディクト16世の「健康と長寿を祈る」と言った[23]。

- イタリア – マリオ・モンティ首相は「予期せぬ一報によって大きく揺さぶられた」と言った[24][25][26][27][28][29][30]。

- 日本 – 安倍晋三内閣総理大臣は、在任中の功績に対して敬意を表し、日本が後継の教皇のもとのローマ教皇庁と協力していくことを期待すると発表[31]。

- フィリピン – ベニグノ・アキノ3世大統領は「本年2月28日の教皇辞任の一報を受けて大きな嘆きで満たされた」と言った。彼は同様に「感謝の念、多くの祈り、ベネディクト16世がフィリピンの災害や挑戦の時に発した励ましの言葉、そして多くのカトリックの行事の際の教皇の励ましの言葉や証言、最近ではペドロ・カルングソッド（英語版）の列聖の際の言葉を思い出した」と述べた[32]。

- イギリス – デーヴィッド・キャメロン首相はベネディクト16世を賞賛し「私は最良の希望を今日の発表を受けて教皇ベネディクト16世に送ります。彼はイギリスとの関係を強化するために疲れを知らず働いて来ました。教皇ベネディクト16世のイギリス訪問（英語版）は大きな尊敬と愛情を持って記憶されています」と述べた。首相は「彼は多くの人々によって精神的指導者として懐かしがられるでしょう」と付け加えた[33]。

- アメリカ – バラク・オバマ大統領はベネディクト16世を賞賛し、「全世界のアメリカ人を代表して、ミシェルと私は教皇ベネディクト16世聖下に感謝の気持を表明したいです。ミシェルと私は2009年の会談を暖かく記憶しております。私はこの4年間教皇と共に仕事をする事が出来て感謝しています」と述べた[34]。大統領は「次期教皇が選出されるコンクラーヴェに集まる人々にベストを願います」と付け加えた[35]。ティモシー・M・ドーラン（英語版）枢機卿は「教皇が性的虐待の被害者の心に寄り添って来た」と言った[34][35]。